# São Jorge do Oiapoque
São Jorge do Oiapoque (em francês Saint-Georges-de-l'Oyapock) é uma comuna francesa do departamento de ultramar da Guiana Francesa. Sua população em 1999 era estimada em 2.153 habitantes.
A localidade está situada a 60 quilômetros da foz do rio Oiapoque, em sua margem esquerda (oeste), que constitui a fronteira natural com o Brasil. Do outro lado do rio, situa-se o município amapaense de Oiapoque.